# كانيكاتيني بانيي
كانيكاتيني بانيي (بالإيطالية: Canicattini Bagni)‏ هي بلدية في مقاطعة سرقوسة في صقلية الإيطالية.

## السكان
في سنة 1861 بلغ عدد السكان 5٬170 نسمة، وتطور العدد ليصل في سنة 2011 لـ 7٬186 نسمة.
يظهر هذا المخطط البياني تطور النمو السكاني لـ كانيكاتيني بانيي